# 陈家桥乡
陈家桥乡，是中华人民共和国湖南省邵陽市北塔区下辖的一个乡镇级行政单位。

## 行政区划
陈家桥乡下辖以下地区：
光裕村、李子塘村、贺井村、下马石村、高马冲村、石子坳村、望城坡村、陈家桥村、桂花村、杨旗岭村、万岁庙村、万桥村、田庄村、三塘冲村、柑子塘村、廖家村、白泥田村、北塔区原种场村和北塔区园艺场村。